# Arne Eggebrecht
Pour les articles homonymes, voir Eggebrecht.
Arne Eggebrecht (né le 12 mars 1935 à Munich, décédé le 8 février 2004 à Hildesheim) est un égyptologue allemand.

## Biographie
Arne Eggebrecht a été professeur honoraire de muséologie à l'Université de Hildesheim.
De 1974 à 2000 il est directeur du musée Roemer-Pelizaeus à Hildesheim.
Il est également président du Comité international d'égyptologie au Conseil international des musées (ICOM).

## Publications
- L'Égypte Ancienne, préface de Jacques Lacarrière, Bordas, septembre 1993,  (ISBN 2-7242-3091-4) ;
- Les Hommes ivres de Dieu ;
- Les Gnostiques ;
- Marie d'Égypte, roman.